# James Blunt: Return to Kosovo
A James Blunt: Return to Kosovo (James Blunt: Visszatérés Koszovóba) című dokumentumfilm 2006 szeptemberében készült, rendezője az Oscar-díjra jelölt Steven Cantor. A film apropóját az szolgáltatta, hogy az énekes-dalszerző James Blunt a brit hadsereg volt századosaként visszalátogatott az Egyesült Nemzetek Szervezete felügyelete alá vont Koszovóba, ahol koncertet adott az ott állomásozó NATO-katonáknak, valamint felkereste 1999-es katonai szolgálata néhány helyszínét.

## Történet
A dokumentumfilmben egymást követik az 1999-ben Blunt által a háborús övezetben kézikamerával rögzített amatőr felvételek, valamint a koszovói konfliktus alakulását bemutató 2006-os felvételek. A filmben látható, ahogy Blunt újra találkozik azzal a három albán nemzetiségű tolmáccsal, akikkel akkor dolgozott együtt, mikor egységét valamennyi NATO-csapat közül elsőként vezényelték Koszovóba. Látható, ahogy Blunt a tolmácsok segítségével kísérletet tesz arra, hogy felkutassa azokat a helybeli családokat, akikkel 1999-es szolgálata során találkozott; az egykori otthonok helyén azonban csupán elhagyott vagy lerombolt házakat találnak. Ellátogatnak továbbá egy korábbi tömegsírhoz, amelynek feltárásában annak idején Blunt százada kulcsszerepet játszott. A sír ma háborús emlékhelyként szolgál.
A fenti felvételek közben felvillannak a Blunt által a NATO-csapatoknak adott koncert részletei is. A koncerten, amelyen Paul Beard billentyűs kíséri Bluntot, az énekes debütáló Back To Bedlam című albumának dalai hangzanak el, köztük a listavezető You're Beautiful című sikerdala, valamint No Bravery című száma, amelyet koszovói szolgálata alatt írt, és amelynek megírását a háborús konfliktus ihlette.

## Megjelenés és forgalmazás
A dokumentumfilm premierjére az USA-beli Austinban (Texas) megrendezett South by Southwest Festival elnevezésű film- és zenei fesztiválon került sor 2007. március 10-én. Blunt ekkor már nem első alkalommal jelent meg a fesztiválon: 2003-as fellépését követően itt szerződtette le őt Linda Perry producer lemezcégéhez, a Custard Records-hoz. Első albuma USA-beli promóciójának részeként 2005-ben újra fellépett itt.
A dokumentumfilmet a premiert követően több USA-beli és európai filmfesztiválon is bemutatták. A filmelőzetes Blunt All The Lost Souls című, 2007 szeptemberében megjelent második albumának egyes speciális kiadásain is megtekinthető. A filmet bemutatta továbbá több európai és ausztrál televíziós csatorna is.
A film korlátozott számban DVD-n is megjelent; ebben a formátumban kizárólag az USA-beli Borders üzletekben került forgalomba.

## Külső hivatkozások
- A James Blunt: Return to Kosovo című angol nyelvű Wikipedia szócikk
- SXSW Interview: Steven Cantor, 'James Blunt: Return to Kosovo' – interjú a film rendezőjével (2007. március 9.)